# Voldby (Favrskov)
Voldby is een plaats in de Deense regio Midden-Jutland, gemeente Favrskov, en telt 352 inwoners (2007).